# هو كوان كيت
هو كوان كيت (بالصينية: 何鈞傑) هو لاعب تنس الطاولة صيني، ولد في 20 أبريل 1997 في هونغ كونغ في الصين.

## وصلات خارجية
- هو كوان كيت على موقع منظمة تنس الطاولة العالمي (الإنجليزية)
- هو كوان كيت على موقع أوليمبيديا (الإنجليزية)